# Municipio de Bruno (Kansas)
El municipio de Bruno (en inglés: Bruno Township) es un municipio ubicado en el condado de Butler en el estado estadounidense de Kansas. En el año 2010 tenía una población de 14123 habitantes y una densidad poblacional de 155 personas por km².

## Geografía
El municipio de Bruno se encuentra ubicado en las coordenadas 37°41′58″N 97°6′30″O / 37.69944, -97.10833. Según la Oficina del Censo de los Estados Unidos, el municipio tiene una superficie total de 91.11 km², de la cual 90.69 km² corresponden a tierra firme y (0.46%) 0.42 km² es agua.

## Demografía
Según el censo de 2010, había 14123 personas residiendo en el municipio de Bruno. La densidad de población era de 155 hab./km². De los 14123 habitantes, el municipio de Bruno estaba compuesto por el 93.52% blancos, el 0.93% eran afroamericanos, el 0.62% eran amerindios, el 1.64% eran asiáticos, el 0.06% eran isleños del Pacífico, el 0.89% eran de otras razas y el 2.34% pertenecían a dos o más razas. Del total de la población el 4.45% eran hispanos o latinos de cualquier raza.